# 戈松 (阿摩尔滨海省)
戈松（法語：Gausson，法語發音：[ɡosɔ̃]）是法国阿摩尔滨海省的一个市镇，位于该省中南部，属于圣布里厄区。

## 地理
戈松（48°17'58"N, 2°45'17"W）面积16.71 平方千米，位于法国布列塔尼大區阿摩尔滨海省，该省份为法国西北部沿海省份，位于布列塔尼半岛北部，北濒大西洋英吉利海峡，西接菲尼斯泰尔省，南至莫尔比昂省，东临伊勒-维莱讷省。
与戈松接壤的市镇（或旧市镇、城区）包括：格拉斯于泽勒、拉莫特、普勒克-莱尔米塔日、圣埃尔韦、普卢格纳-朗加。
戈松的时区为UTC+01:00、UTC+02:00（夏令时）。

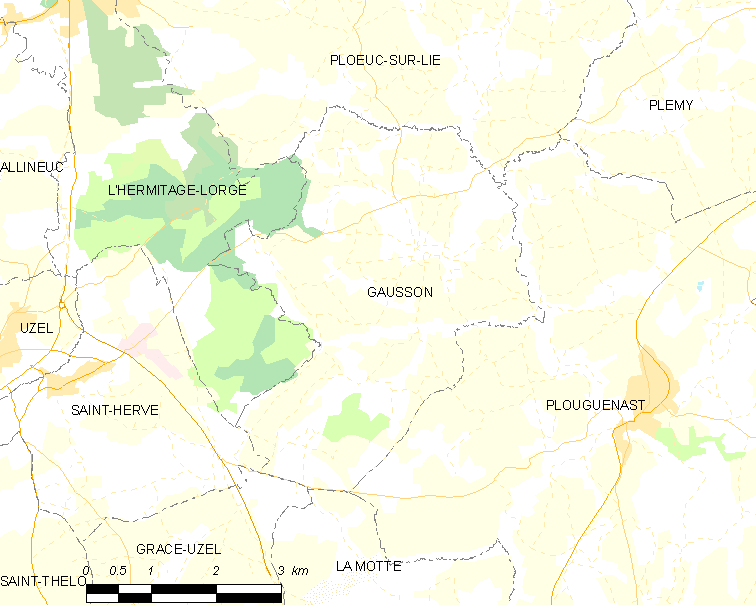
戈松的OSM定位图

## 行政
戈松的邮政编码为22150，INSEE市镇编码为22060。

## 政治
戈松所属的省级选区为盖莱当县。

## 交通
阿摩尔滨海省省道D25线和D37线在境内交汇。

## 人口

1962-2008年间戈松人口变化图示

戈松于2022年1月1日时的人口数量为648人。